# 이경표
이경표(李瓊杓, 1959년 6월 18일~2023년 8월 12일)는. 대한민국의 배우이다. 1980년 '제50회 춘향제'에 출전하였으며, 같은해 TBC 공채 탤런트로 데뷔하였다. 2007년 연예계를 떠났고, 이후 화장품 사업을 하였다.

## 학력
- 은광여자고등학교

## 연기 활동

### 드라마
- 1982년 KBS1 특집드라마 《우둥불》... 영순 역
- 1983년 KBS2 주말연속극 《청춘행진곡》
- 1983년 KBS2 일일연속극 《금남의 집》
- 1983년 KBS1 특집드라마 《하늘은 알고 있다》
- 1984년 KBS1 특집드라마 《딸의 미소》
- 1984년 KBS2 일일연속극 《행복전쟁》
- 1985년 KBS2 특집드라마 《방랑자》... 연실 역
- 1985년 KBS1 특집드라마 《황토》
- 1986년 KBS2 일일연속극 《여심》
- 1986년 KBS2 화요연속극 《이화에 월백하고》
- 1986년 KBS2 일일연속극 《여보 미안해》
- 1987년 KBS2 일일연속극 《어머니》
- 1988년 KBS2 대하드라마 《하늘아 하늘아》
- 1990년 KBS1 전원드라마 《대추나무 사랑걸렸네》 ... 박혜숙(혜란) 역 (황민달 큰며느리)
- 1990년 KBS2 미니시리즈 《그대 아직도 꿈꾸고 있는가》... 정애숙 역
- 1992년 KBS1 대하드라마 《삼국기》 ... 연개소문 전처 역
- 1993년 KBS1 신년특집극 《위스키와 돼지갈비》
- 1997년 KBS2 아침드라마 《신부의 방》
- 1998년 KBS1 TV소설 《너와 나의 노래》
- 2000년 KBS2 아침드라마 《송화》
- 2005년 KBS2 월화드라마 《러브홀릭》 ... 차화영 역
- 2007년 OCN 《직장연애사》

## 광고
- 1986년 ~ 1987년 삼진제약 게보린(송재호와 함께 출연)
- 1988년 한국얀센 후루버말